# Vitangelo Spadavecchia
Vitangelo Spadavecchia (Molfetta, 25 novembre 1982) è un allenatore di calcio ed ex calciatore italiano, di ruolo portiere.

## Carriera
Portiere di Giovinazzo cresciuto nelle giovanili della Fidelis Andria esordisce in Serie B a 23 anni. Nell'annata precedente è mandato in prestito alla Sambenedettese, dove riesce a convincere il Bari a riportarlo in Puglia, complice anche la convocazione nella Nazionale italiana Under-21. Secondo di Jean François Gillet, viene ceduto in prestito al Pescara, in Serie B, come designato titolare. Nel Pescara viene allenato da tre tecnici: Davide Ballardini, Aldo Ammazzalorso e Luigi De Rosa. Nella sessione invernale del calciomercato del 2007 è mandato in prestito al Catania in cambio di Ciro Polito, senza mai esordire in Serie A.
In estate torna al Bari, dove passa un'altra stagione in panchina all'ombra di Gillet, alla fine saranno 3 le sue presenze in campionato.
Nell'estate 2008 passa in prestito al Sorrento in Serie C1.
Il 23 aprile 2009 conquista con il Sorrento la Coppa Italia Lega Pro in finale contro la Cremonese. Terminata la stagione con la squadra campana, rientra alla base del neopromosso Bari in Serie A, venendo relegato fuori rosa, fino alla rescissione del contratto, avvenuta il 23 dicembre 2009 passando di seguito all'Andria BAT.
Con l'Andria disputa due stagioni da titolare che portano la squadra al raggiungimento della salvezza e viene riconfermato per la stagione successiva.
Nell'estate 2015, dopo aver svolto la preparazione con l'Equipe Dilettanti, decide di tesserarsi con l'Atletico Mola, squadra che disputa il campionato di Eccellenza Pugliese.
Durante la sessione di mercato invernale, il 3 dicembre 2015, viene ceduto in prestito con il diritto di riscatto al A.D.S Sporting Altamura (squadra che milita nel campionato di Eccellenza Pugliese) per un valore di mercato al momento del trasferimento di 100000 €.

## Calcioscommesse
Spadavecchia è stato condannato a 3 anni e 6 mesi di squalifica dalla giustizia sportiva per un illecito in Sorrento-Juve Stabia e la squalifica è stata poi confermata anche dal Tnas il 16 aprile 2012.
Nel mese di agosto 2012 viene poi iscritto, insieme ad altri suoi ex compagni del Bari, nel registro degli indagati dalla Procura di Bari per frode sportiva in riguardo ad alcune partite del Bari truccate in passato.
Il 17 agosto i carabinieri interrogano per due ore Spadavecchia che era il secondo di Gillet in quel Bari-Treviso 0-1 dell'11 maggio 2008.
Il 16 luglio 2013, il calciatore viene condannato in primo grado dalla Commissione Disciplinare Nazionale della FIGC a 6 mesi di squalifica in continuazione per omessa denuncia, pena confermata, poi, anche in appello, per un totale di 4 anni di squalifica.

## Statistiche

### Cronologia presenze e reti in nazionale
| Cronologia completa delle presenze e delle reti in nazionale ― Italia under 20 | Cronologia completa delle presenze e delle reti in nazionale ― Italia under 20 | Cronologia completa delle presenze e delle reti in nazionale ― Italia under 20 | Cronologia completa delle presenze e delle reti in nazionale ― Italia under 20 | Cronologia completa delle presenze e delle reti in nazionale ― Italia under 20 | Cronologia completa delle presenze e delle reti in nazionale ― Italia under 20 | Cronologia completa delle presenze e delle reti in nazionale ― Italia under 20 | Cronologia completa delle presenze e delle reti in nazionale ― Italia under 20 |
| Data                                                                           | Città                                                                          | In casa                                                                        | Risultato                                                                      | Ospiti                                                                         | Competizione                                                                   | Reti                                                                           | Note                                                                           |
| ------------------------------------------------------------------------------ | ------------------------------------------------------------------------------ | ------------------------------------------------------------------------------ | ------------------------------------------------------------------------------ | ------------------------------------------------------------------------------ | ------------------------------------------------------------------------------ | ------------------------------------------------------------------------------ | ------------------------------------------------------------------------------ |
| 25-4-2001                                                                      | Alba                                                                           | Italia under 20                                                                | 1 – 1                                                                          | Turchia under 20                                                               | Amichevole                                                                     | -                                                                              | 85’                                                                            |
| 7-11-2001                                                                      | Herxheim am Berg                                                               | Germania under 20                                                              | 1 – 0                                                                          | Italia under 20                                                                | Torneo Quattro Nazioni                                                         | -1                                                                             |                                                                                |
| 5-12-2001                                                                      | Senigallia                                                                     | Italia under 20                                                                | 4 – 1                                                                          | Germania under 20                                                              | Torneo Quattro Nazioni                                                         | -1                                                                             |                                                                                |
| 23-1-2002                                                                      | Roma                                                                           | Italia under 20                                                                | 2 – 1                                                                          | Romania under 20                                                               | Amichevole                                                                     | -1                                                                             | 46’                                                                            |
| 27-3-2002                                                                      | Urbino                                                                         | Italia under 20                                                                | 4 – 0                                                                          | Svizzera under 20                                                              | Torneo Quattro Nazioni                                                         | -                                                                              |                                                                                |
| 17-4-2002                                                                      | Breda                                                                          | Paesi Bassi under 20                                                           | 0 – 0                                                                          | Italia under 20                                                                | Torneo Quattro Nazioni                                                         | -                                                                              |                                                                                |
| 9-5-2002                                                                       | Tolone                                                                         | Irlanda under 20                                                               | 0 – 2                                                                          | Italia under 20                                                                | Torneo di Tolone                                                               | -                                                                              |                                                                                |
| 11-5-2002                                                                      | Istres                                                                         | Italia under 20                                                                | 4 – 0                                                                          | Sudafrica under 20                                                             | Torneo di Tolone                                                               | -                                                                              |                                                                                |
| 24-8-2002                                                                      | Alcúdia                                                                        | Ucraina under 20                                                               | 0 – 2                                                                          | Italia under 20                                                                | Torneo de L'Alcúdia                                                            | -                                                                              |                                                                                |
| 25-8-2002                                                                      | Alcúdia                                                                        | Brasile under 20                                                               | 2 – 0                                                                          | Italia under 20                                                                | Torneo de L'Alcúdia                                                            | -2                                                                             |                                                                                |
| 26-8-2002                                                                      | Alcúdia                                                                        | Stati Uniti under 20                                                           | 2 – 1                                                                          | Italia under 20                                                                | Torneo de L'Alcúdia                                                            | -2                                                                             |                                                                                |
| 19-10-2002                                                                     | La Chaux-de-Fonds                                                              | Svizzera under 20                                                              | 0 – 3                                                                          | Italia under 20                                                                | Torneo Otto Nazioni                                                            | -                                                                              |                                                                                |
| 27-11-2002                                                                     | Sunderland                                                                     | Inghilterra under 20                                                           | 3 – 5                                                                          | Italia under 20                                                                | Torneo Otto Nazioni                                                            | -3                                                                             |                                                                                |
| 11-12-2002                                                                     | Torre Annunziata                                                               | Italia under 20                                                                | 2 – 1                                                                          | Germania under 20                                                              | Torneo Otto Nazioni                                                            | -1                                                                             |                                                                                |
| 19-3-2003                                                                      | Treviri                                                                        | Germania under 20                                                              | 3 – 4                                                                          | Italia under 20                                                                | Torneo Otto Nazioni                                                            | -3                                                                             | 71’                                                                            |
| 30-4-2003                                                                      | Varese                                                                         | Italia under 20                                                                | 8 – 0                                                                          | Svizzera under 20                                                              | Torneo Otto Nazioni                                                            | -                                                                              |                                                                                |
| 21-5-2003                                                                      | Lumezzane                                                                      | Italia under 20                                                                | 3 – 0                                                                          | Inghilterra under 20                                                           | Torneo Otto Nazioni                                                            | -                                                                              | 57’                                                                            |
| Totale                                                                         |                                                                                | Presenze                                                                       | 17                                                                             |                                                                                | Reti                                                                           | -14                                                                            |                                                                                |

## Palmarès
- Coppa Italia Lega Pro: 1

Sorrento: 2008-2009